# Molophilus waukatte
Molophilus waukatte är en tvåvingeart som beskrevs av Günther Theischinger 1992. Molophilus waukatte ingår i släktet Molophilus och familjen småharkrankar. Inga underarter finns listade i Catalogue of Life.